# Music Canada
Music Canada, antiga Canadian Recording Industry Association, é uma organização fundada em 1964 para representar os interesses de empresas canadenses que produzem e distribuem fonogramas.
A Music Canada é governada por um conselho de administração eleito anualmente pelos diretores executivos das empresas membros.O conselho é responsável por estabelecer e eleger os agentes da associação.[carece de fontes?] A sede está localizada na cidade de Toronto, Canadá, assim como o presidente em tempo integral e o diretor de operações antipirataria.
Assim como a IFPI é responsável por combater a pirataria no Canadá. Também é o órgão oficial que atribui os códigos ISRC, que são os códigos de cada fonograma, além de ser responsável por conceder certificações de vendas recordes (ouro e platina) e também oferece estatísticas sobre vendas e distribuição de fonogramas.